# Bridgetown
Bridgetown, con 109.725 habitantes, es la capital de Barbados, y un destino turístico importante en las Antillas Menores. Está ubicada en la bahía de Carlisle, al sudoeste de la isla. Es el principal puerto y centro comercial de la isla. Por Bridgetown se exporta principalmente azúcar, ron y melaza. Bridgetown es también un centro financiero. Es una ciudad multicultural y turística que se ve representado en la mezcla de razas de su población. Aproximadamente un 90% son negros, un 5% blancos, un 4% mulatos y un 1% de origen asiático.
La actual ubicación de la ciudad fue establecida por los ingleses en 1628 después de su asentamiento en Holetown. Bridgetown es un importante destino turístico en el Caribe, y la ciudad actúa como un importante centro financiero, de informática y de convenciones en la región.
El centro histórico de Brigdetown y su Guarnición se convirtió en 2011 en el primer sitio cultural declarado Patrimonio de la Humanidad por la Unesco en Barbados.

## Historia
Aunque la isla fue totalmente abandonada o deshabitada cuando los británicos llegaron, uno de los pocos vestigios de la preexistencia indígena en la isla era un primitivo puente construido sobre el área del pantano Careenage, en el centro de Bridgetown. Se sospecha que este puente fue creado por un pueblo indígena caribeño conocido como los arahuacos. Al encontrar la estructura, los colonos británicos empezaron llamando a lo que hoy es la zona de Bridgetown Puente india. Se cree que los arahuacos fueron expulsados de Barbados a la cercana isla de Santa Lucía, durante la invasión se encontraron con otros pueblos indígenas en la región, conocidos como los Kalinagos. Finalmente, después de 1654, los británicos construyen un nuevo puente sobre el Careenage, el área se empieza a conocer como la Ciudad de San Miguel y luego definitivamente como Bridgetown.[cita requerida]

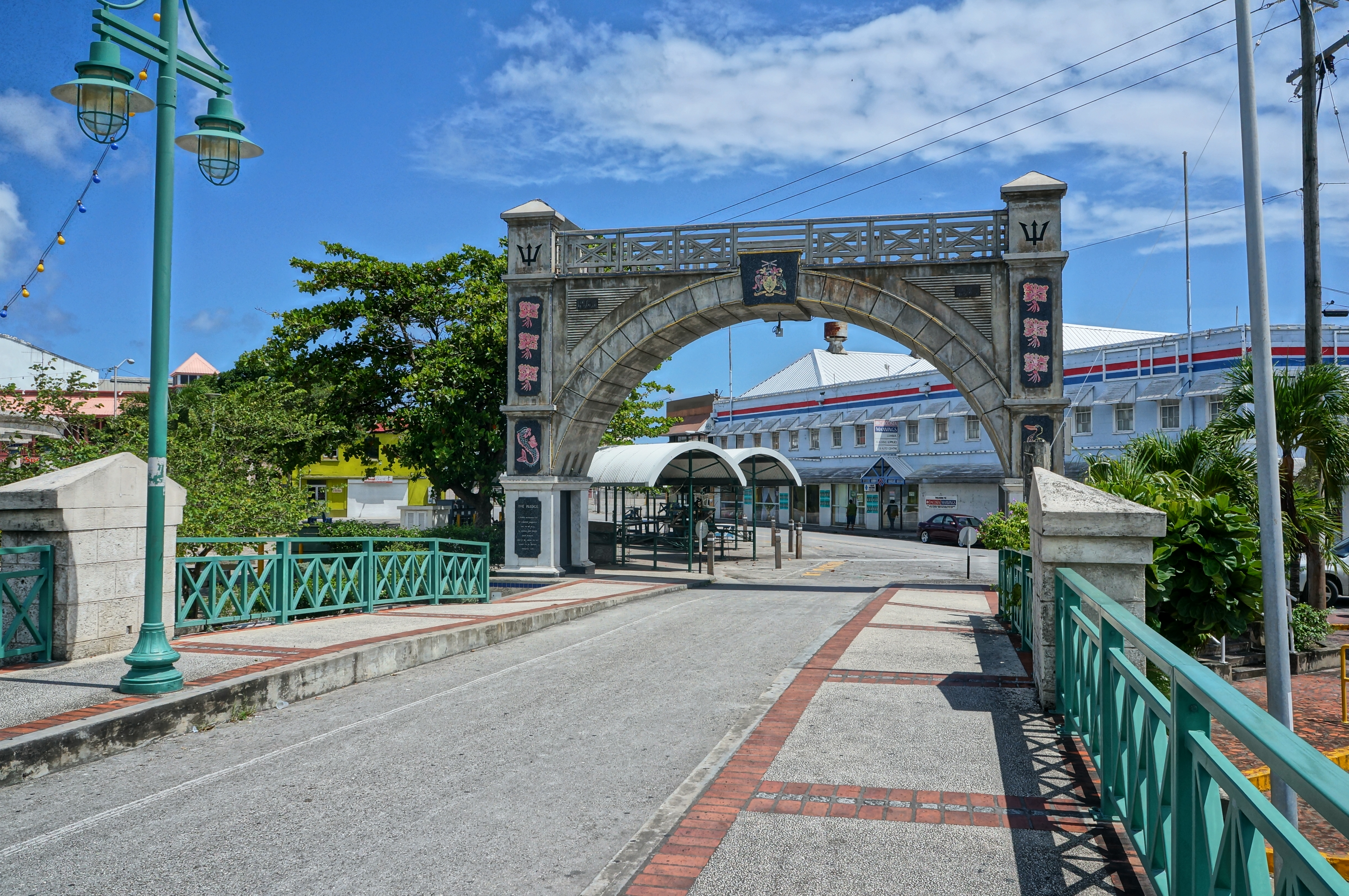
Chamberlain, primer puente levantado por los británicos.

Bridgetown es la única ciudad fuera de los actuales Estados Unidos que fue visitada por George Washington. George Washington House (la casa real de donde se quedó), es ahora parte de la zona histórica de Guarnición. En 2011, los edificios históricos de Bridgetown se hicieron área protegida por la UNESCO.

### Primeras colonias
El asentamiento inglés de Bridgetown se inició el 5 de julio de 1628, bajo el mandato de Charles Wolverstone, él trajo consigo a 64 colonos a estas tierras, reclamados formalmente por James Hay (conde de Carlisle). Los colonos de Wolverstone habían sido enviados por un grupo de comerciantes de Londres, dirigida por Sir Marmaduke Rawdon. El grupo fueron concedidos con un contrato de arrendamiento y 40 kilómetros de la superficie terrestre por el conde de Carlisle, por medio de un pago en débito. A cada uno de los colonos de Wolverstone le correspondieron 400 metros de terreno, la zona estaba situada al lado norte de la vía acuática Careenage a efectos de la liquidación general. La orilla sur de Punto de Needham, fue reclamada por los agentes de Carlisle pero en octubre de 1630, y posteriormente en 1631, sus tierras pasan directamente a Henry Hawley, el nuevo gobernador. Los informes de la conducta deshonesta de este gobernador llevaron a su detención, en 1639 acaba perteneciendo a Inglaterra. Bridgetown se basó en un diseño similar al de las calles medievales, el mercado de los primeros ingleses se caracterizan por sus estrechas calles serpentinas y con callejones típicos de su cultura. [cita requerida]

### De pueblo a ciudad
Los límites legales no se redefinen hasta 1822. En 1824, Barbados se convirtió en la sede de la Diócesis Anglicana de Barbados y las Islas de Sotavento. Debido a esto la iglesia parroquial de San Miguel se convirtió en Catedral, a partir de entonces Bridgetown se representó con el estatus de ciudad. En 1842, la Real Cédula en la cual Barbados, Trinidad, Tobago, Granada, San Vicente y Santa Lucía se dividieron en diócesis separadas y se decreta que a partir de aquel momento Bridgetown debería pasar a llamarse como ciudad de Bridgetown.
Desde 1800 hasta 1885 Bridgetown ya sirve como la sede principal del Gobierno de las antiguas colonias británicas de las islas de Barlovento. Durante este período, el gobernador residente de Barbados también se desempeñó como jefe colonial de estas islas.
Después de que el gobierno de Barbados sale oficialmente de la unión de las Islas de Barlovento en 1885 (la sede se trasladó desde Bridgetown a Saint George capital de la isla de Granada).

### Legitimación

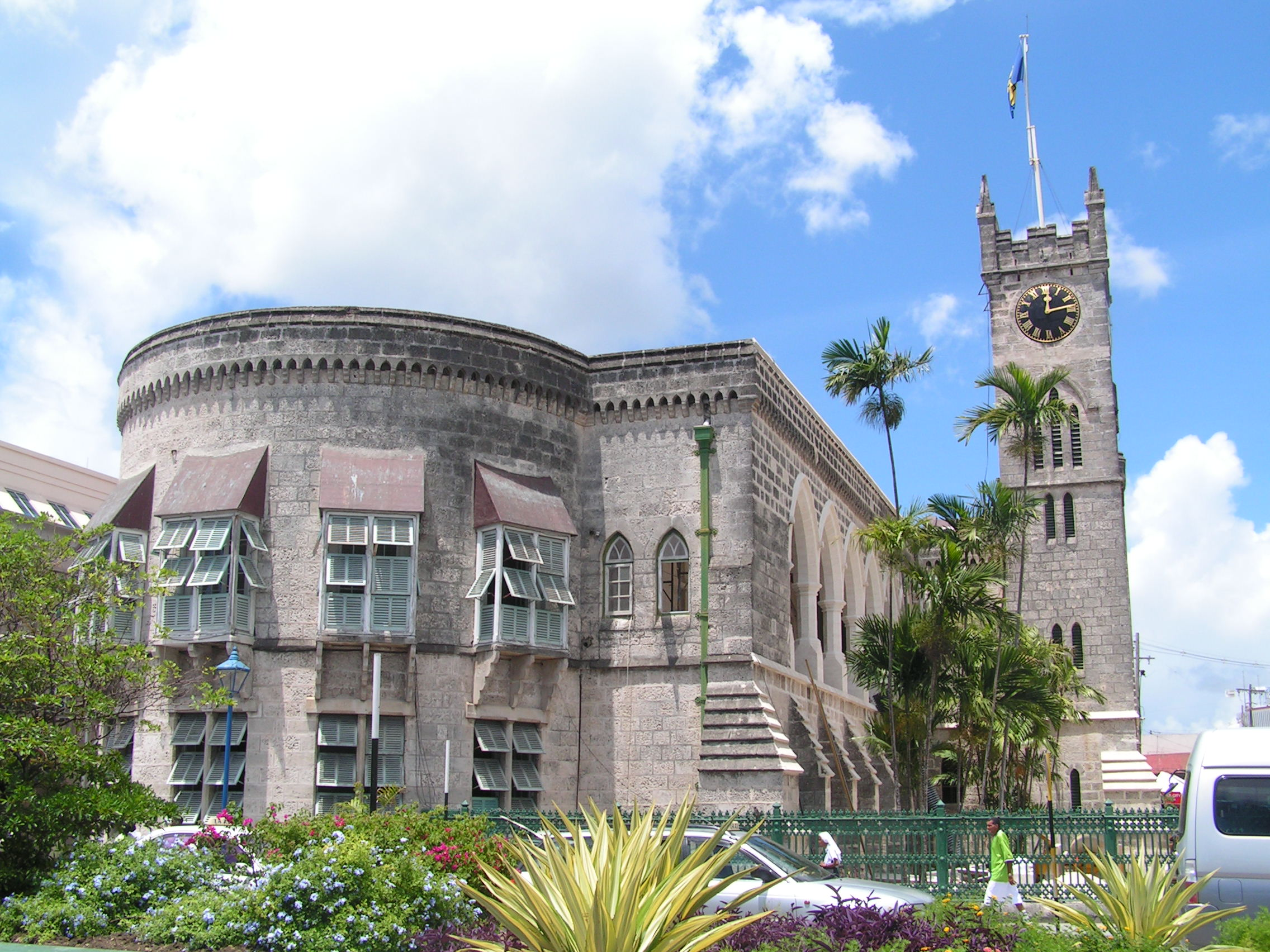
Edificio del Parlamento de Barbados.

En diciembre de 1925, un comité trató de pedir al rey una carta real para comenzar una constitución de gobierno local en la ciudad. El plan indica el deseo de Bridgetown de ser dirigido por un alcalde, 8 concejales, 12 consejeros comunes, un empleado de la ciudad, una cabeza-burgo o jefe de policía, y los demás funcionarios que se consideraron necesarios.
No fue sino hasta 1958 cuando se aprobó la Ley de Gobierno Local en Barbados. En el acto, se llamó a la administración por separado de la ciudad. El acto proclamó a un alcalde, 6 concejales de la ciudad, y 12 concejales —cuatro de los cuales sirven a cada una de las tres salas de la ciudad—. El 20 de septiembre de 1960, una subvención de armas fue concedida a la ciudad por el Royal College of Arms en Londres. Los escudos de armas de la ciudad de Bridgetown, diseñados por el fallecido Neville Connell, por entonces director del Museo de Barbados y la Sociedad Histórica.
El gobierno local de Barbados se estableció, pero no por mucho tiempo. En abril de 1967, el sistema de concejales municipales fue disuelto y reemplazado por un comisionado interino de gobierno local. La Corporación de Bridgetown por lo tanto dejó de existir, y sus registros y parafernalia fueron depositados en el área de Gobierno de archivos, el Museo de Barbados y el Barbados Museum and Historical Society. Hoy en día, Bridgetown y sus distritos circundantes son administradas por miembros del Parlamento de Barbados.
Barbados ha sido gobernada por el Partido Laborista de Barbados (PLB) en los últimos años, el que se conoce como la "Owen Arthur Administration". El importante primer ministro Owen S. Arthur fue elegido entre los líderes de todo el mundo para pronunciar la conferencia William Wilberforce en el 200 aniversario de la abolición de la trata de esclavos del Atlántico.
Entre los impresionantes paisajes, y la nueva perspectiva de la ciudad, Barbados atrae actualmente a muchos inversores de diversas esferas. El torneo de la ICC Cricket World Cup 2007 atrajo a miles de visitantes a la isla y fue un acontecimiento muy próspero. El último partido se jugó el sábado 28 de abril de 2007.

## Política
El Parlamento de Barbados se encuentra en la zona histórica de la capital.
El Senado se compone de veintiún senadores de la reina (el mismo que representada el gobernador general del país), mientras que la cámara se compone de treinta miembros del parlamento, además que por la honorable portavoz de la cámara. Los miembros que sirven al consejo de ministros de Barbados pueden ser elegidos por el primer ministro.
En teoría, el poder supremo legislativo es ejercido por la Reina en el Parlamento, durante la época moderna el poder real reside en la cámara de la asamblea, ya que el gobernador general actúa generalmente con el asesoramiento del primer ministro y los poderes del Senado han sido limitados.
El Parlamento de Barbados está basado en el modelo original, es decir, el Parlamento británico, por lo que la estructura, las funciones y los procedimientos del parlamento se basan en el sistema de gobierno Westminster. A partir de las elecciones celebradas el 15 de enero de 2008, el Partido Democrático del Trabajo consiguió veinte de los treinta escaños elegidos por sufragio directo, y la oposición, el Partido Laborista de Barbados los diez escaños restantes.[cita requerida]

## Barrios

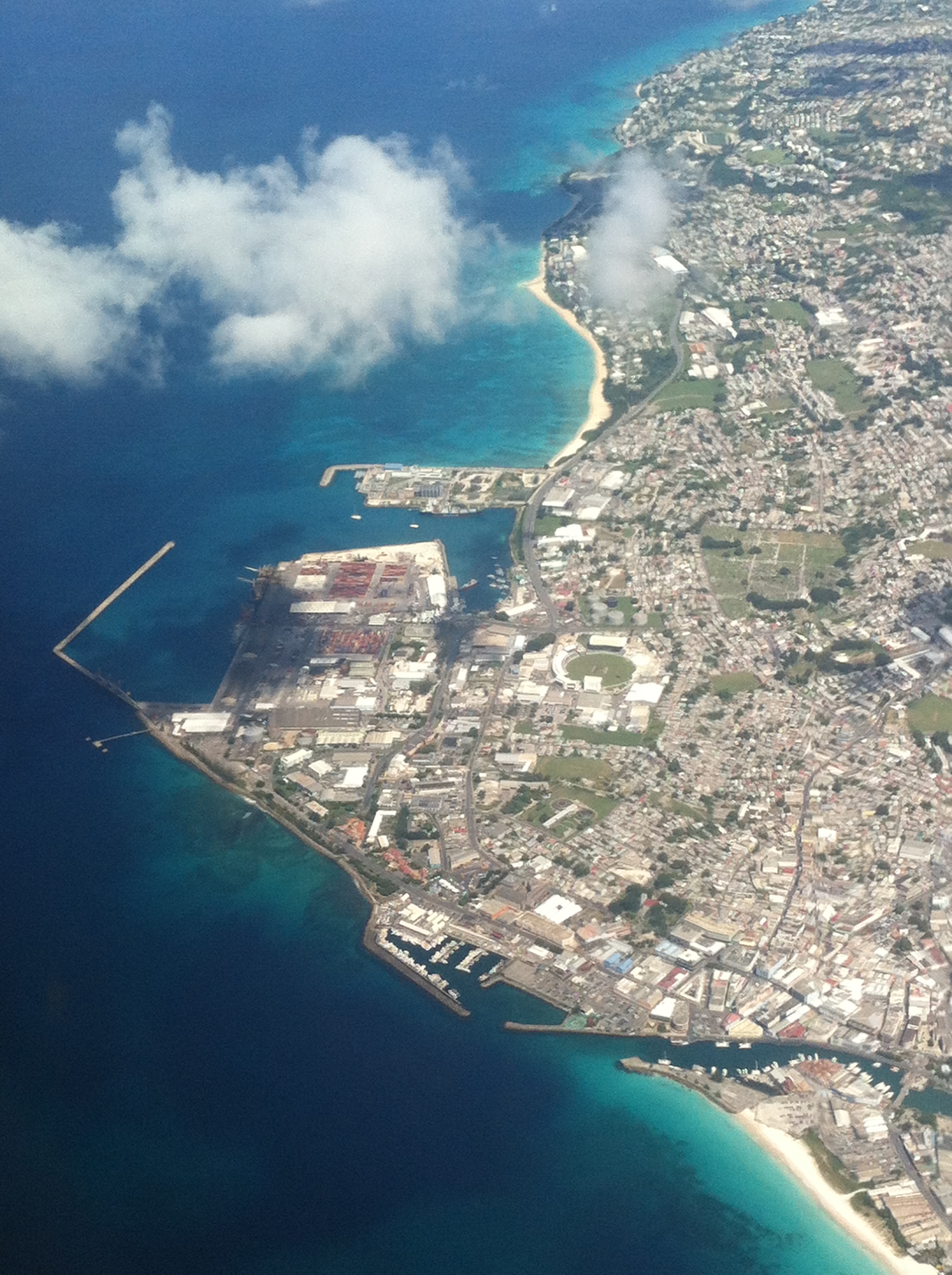
Vista aérea de la ciudad.

- Belleville
- Cat's Castle
- Cheapside
- Fontabelle
- Spanish Garden
- Nueva Orleans
- Pinelands
- Strathclyde
- Weymouth
- Whitepark

## Geografía y clima
La ciudad de Bridgetown, y la más amplia zona de Greater Bridgetown, ocupan la mayor parte de la parroquia de Saint Michael, un área que abarca alrededor de 39 km². Bridgetown del centro estuvo compuesta inicialmente de un pantano, que rápidamente se drenó y desarrolló.
En el centro de Bridgetown están el Careenage y Constitución fluvial. Este cuerpo de agua proporciona a la ciudad un acceso directo desde los yates de tamaño medio o pequeñas embarcaciones. Aunque moderadamente someras, la Careenage corta Bridgetown en dos partes. Durante la temporada de lluvias funciona como salida de agua de las islas interiores. Fluyen a la Carlisle Bay en la costa suroeste de la isla, la Careenage puede ser vista como un puerto deportivo para que los navegantes entraran o salieran de la dársena interior situada directamente delante de los edificios del Parlamento de Barbados.
El clima de la ciudad es tropical. Raras veces se baja de los 20 °C o se pasan de los 31 °C. Las precipitaciones medias son de 1.614 mm anuales. La temperatura más alta registrada fue de 35 °C y la más baja de 16 °C.
| Parámetros climáticos promedio de Bridgetown, Barbados (1981–2010) | Parámetros climáticos promedio de Bridgetown, Barbados (1981–2010) | Parámetros climáticos promedio de Bridgetown, Barbados (1981–2010) | Parámetros climáticos promedio de Bridgetown, Barbados (1981–2010) | Parámetros climáticos promedio de Bridgetown, Barbados (1981–2010) | Parámetros climáticos promedio de Bridgetown, Barbados (1981–2010) | Parámetros climáticos promedio de Bridgetown, Barbados (1981–2010) | Parámetros climáticos promedio de Bridgetown, Barbados (1981–2010) | Parámetros climáticos promedio de Bridgetown, Barbados (1981–2010) | Parámetros climáticos promedio de Bridgetown, Barbados (1981–2010) | Parámetros climáticos promedio de Bridgetown, Barbados (1981–2010) | Parámetros climáticos promedio de Bridgetown, Barbados (1981–2010) | Parámetros climáticos promedio de Bridgetown, Barbados (1981–2010) | Parámetros climáticos promedio de Bridgetown, Barbados (1981–2010) |
| Mes                                                                | Ene.                                                               | Feb.                                                               | Mar.                                                               | Abr.                                                               | May.                                                               | Jun.                                                               | Jul.                                                               | Ago.                                                               | Sep.                                                               | Oct.                                                               | Nov.                                                               | Dic.                                                               | Anual                                                              |
| ------------------------------------------------------------------ | ------------------------------------------------------------------ | ------------------------------------------------------------------ | ------------------------------------------------------------------ | ------------------------------------------------------------------ | ------------------------------------------------------------------ | ------------------------------------------------------------------ | ------------------------------------------------------------------ | ------------------------------------------------------------------ | ------------------------------------------------------------------ | ------------------------------------------------------------------ | ------------------------------------------------------------------ | ------------------------------------------------------------------ | ------------------------------------------------------------------ |
| Temp. máx. abs. (°C)                                               | 31                                                                 | 31                                                                 | 32                                                                 | 32                                                                 | 33                                                                 | 32                                                                 | 32                                                                 | 35                                                                 | 33                                                                 | 33                                                                 | 32                                                                 | 31                                                                 | 35                                                                 |
| Temp. máx. media (°C)                                              | 28.8                                                               | 29.0                                                               | 29.5                                                               | 30.0                                                               | 30.5                                                               | 30.5                                                               | 30.4                                                               | 30.6                                                               | 30.6                                                               | 30.4                                                               | 30.0                                                               | 29.3                                                               | 30.0                                                               |
| Temp. media (°C)                                                   | 25.8                                                               | 25.7                                                               | 26.2                                                               | 26.8                                                               | 27.6                                                               | 27.7                                                               | 27.6                                                               | 27.8                                                               | 27.7                                                               | 27.5                                                               | 27.0                                                               | 26.4                                                               | 27.0                                                               |
| Temp. mín. media (°C)                                              | 22.9                                                               | 22.8                                                               | 23.2                                                               | 24.1                                                               | 24.9                                                               | 25.1                                                               | 24.9                                                               | 24.7                                                               | 24.6                                                               | 24.5                                                               | 24.2                                                               | 23.6                                                               | 24.1                                                               |
| Temp. mín. abs. (°C)                                               | 16                                                                 | 16                                                                 | 17                                                                 | 18                                                                 | 19                                                                 | 19                                                                 | 20                                                                 | 21                                                                 | 19                                                                 | 19                                                                 | 19                                                                 | 19                                                                 | 16                                                                 |
| Lluvias (mm)                                                       | 70.1                                                               | 41.3                                                               | 37.4                                                               | 60.8                                                               | 79.0                                                               | 103.0                                                              | 132.9                                                              | 141.9                                                              | 157.6                                                              | 185.1                                                              | 171.6                                                              | 89.6                                                               | 1270.3                                                             |
| Días de lluvias (≥ 1 mm)                                           | 11                                                                 | 8                                                                  | 8                                                                  | 8                                                                  | 8                                                                  | 11                                                                 | 15                                                                 | 15                                                                 | 14                                                                 | 16                                                                 | 14                                                                 | 12                                                                 | 140                                                                |
| Horas de sol                                                       | 258.85                                                             | 249.45                                                             | 272.80                                                             | 259.80                                                             | 262.88                                                             | 225.00                                                             | 251.41                                                             | 263.19                                                             | 230.40                                                             | 233.74                                                             | 228.00                                                             | 257.92                                                             | 2993.44                                                            |
| Humedad relativa (%)                                               | 77                                                                 | 77                                                                 | 75                                                                 | 77                                                                 | 78                                                                 | 80                                                                 | 81                                                                 | 81                                                                 | 81                                                                 | 82                                                                 | 83                                                                 | 79                                                                 | 79                                                                 |
| Fuente n.º 1: Barbados Meteorological Services                     |                                                                    |                                                                    |                                                                    |                                                                    |                                                                    |                                                                    |                                                                    |                                                                    |                                                                    |                                                                    |                                                                    |                                                                    |                                                                    |
| Fuente n.º 2: BBC Weather (record highs and lows)                  |                                                                    |                                                                    |                                                                    |                                                                    |                                                                    |                                                                    |                                                                    |                                                                    |                                                                    |                                                                    |                                                                    |                                                                    |                                                                    |

## Cultura

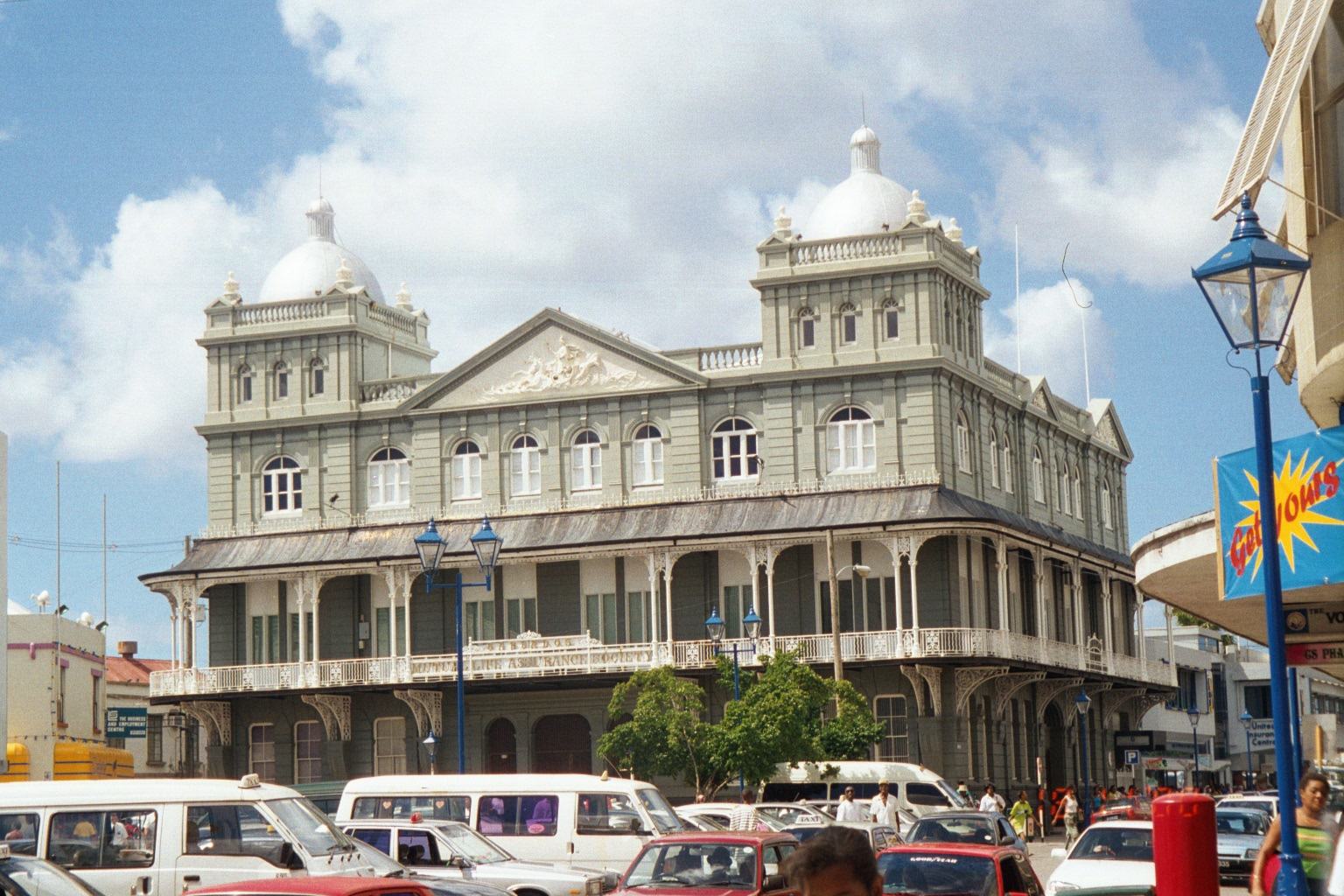
La Mutual Life Assurance Society Barbados, edificio emblemático de la ciudad.

Bridgetown sirve como el principal centro de la actividad social en Barbados, así como eje central para el sistema de transporte público de la isla. Muchos de los ministerios y departamentos del gobierno de Barbados se encuentran dentro del área metropolitana de Bridgetown. Los edificios públicos o parlamentarios están en el corazón de la ciudad, justo al norte de la Plaza de los Héroes, siendo el tercer parlamento más antiguo en activo. De hecho, hubo un momento en la historia temprana de la ciudad en la que fue la más importante de todas las posesiones españolas en el Nuevo Mundo, debido a su ubicación hacia el este en la región del Caribe.

### Zonas principales
En el centro se encuentra la calle principal, que es la amplia calle que se ejecuta directamente a través del centro de la ciudad. La Broad Street pasa por los edificios del Parlamento y sirve como el centro de la zona comercial de la ciudad. Otra de las principales arterias del tráfico en la ciudad es Bay Street, que conduce hacia la autopista 7, la costa sur de Barbados,Y la parroquia de Christ Church. También hay otras calles notables en Bridgetown, incluyendo:
- Swan Street; es paralela a la calle Broad, en el norte.
- Roebuck Street; conduce a Queens Park, al norte, y al este de Swan Street.
- Tudor Street; viene desde el norte, cruza Swan Street y corre perpendicular a la calle Broad.

La autopista de Spring Garden, que se encuentra al oeste de la ciudad, acoge a más de 85.000 espectadores y participantes en la anual Gran Kadooment (Desfile de Carnaval).

### Puerto
El puerto de Bridgetown o como también se conoce puerto de aguas profundas, es el principal puerto de entrada de cruceros y buques de carga de atraque en Barbados. El puerto de aguas profundas se encuentra a poca distancia de Carlisle Bay al noroeste del Canal Careenage. Se encuentra en la autopista Princess Alice, y al oeste del centro de la ciudad alrededor de Fontabelle.
El puerto actúa como una de las principales navieras y transbordo de destinos internacionales para todo el Caribe oriental. Recientemente, el puerto de Bridgetown fue dragado para permitir el acceso seguro y atraque para la nueva liga de los "cruceros super". El proyecto de dragado se terminó en 2002 y la ciudad ahora tiene capacidad para albergar muchos de los mayores cruceros del mundo. Las principales exportaciones de la isla de los productos, principalmente agrícolas también hacen uso de las instalaciones portuarias.

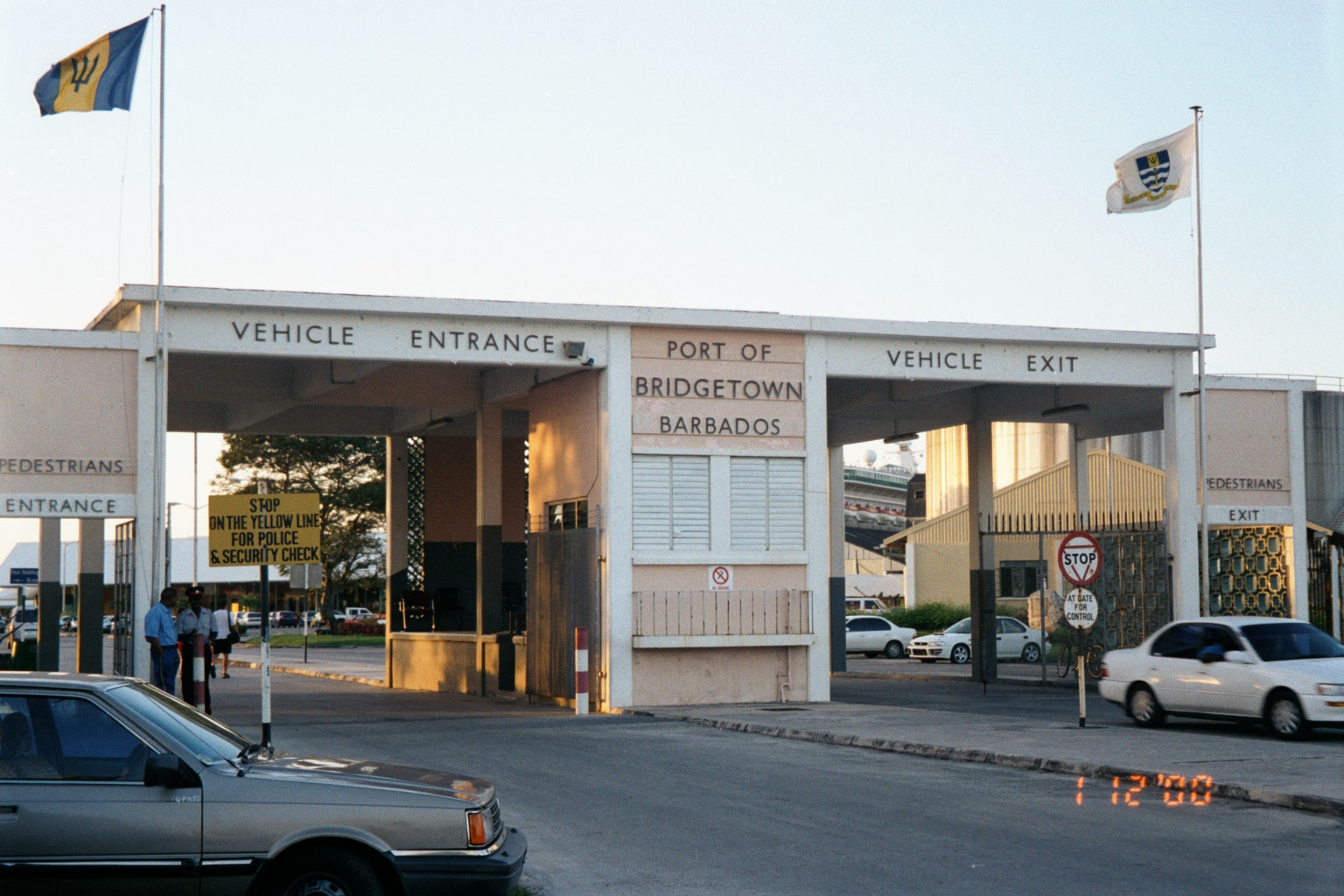
Entrada al Puerto de Barbados, también conocido como de Aguas profundas.

Bridgetown también tiene un canal pequeño en el centro de la ciudad, llamado el Careenage, también conocido como "Río Constitución". El río Constitución no se debe confundir con el puerto de aguas profundas. El pequeño río Constitución se sitúa en la costa oeste a aproximadamente medio kilómetro al sur del gran puerto. El Careenage es lo suficientemente grande como para embarcaciones de recreo o barcos de pesca y tiene dos puentes principales cerca del centro de la ciudad, que abarcan todo el Careenage.

### Educación
Para una ciudad de su tamaño, el área metropolitana de Bridgetown alberga varias instituciones educativas de prestigio. La ciudad es la sede de uno de los tres campus de la Universidad de las Indias Occidentales, situado en el suburbio norte de Cave Hill. El campus se encuentra en un acantilado con vistas espectaculares sobre Bridgetown y su puerto. El Barbados Community College está ubicado a tres millas (5 kilómetros) al este del Distrito Central de Negocios, en un barrio conocido como "La Hiedra", mientras el extenso campus Politécnico Samuel Jackman Prescod se encuentra un poco más allá de los límites orientales de la ciudad, en un barrio conocido como "El Pino". Además, la ciudad alberga escuelas secundarias tan distinguidas como Harrison College, Combermere y St. Michael School.
La Facultad de Medicina de la Universidad Americana de Barbados está ubicada en el área de Wildey de la Parroquia de San Miguel, ubicada aproximadamente a 4 km al este de Bridgetown, y se encuentra en el límite con la Parroquia de Christ Church.

### Desarrollo y deportes
La ciudad también fue sede de la Conferencia Mundial de 1994 de las Naciones Unidas sobre el Desarrollo Sostenible de los Pequeños Estados Insulares. Igualmente cuenta con sucursales de algunos de los bancos más grandes del mundo y del Caribe inglés y es reconocido internacionalmente como un domicilio financiero emergente.
Bridgetown experimentó una considerable remodelación de cara a las Copa Mundial de Críquet de 2007. El estadio Kensington Oval ha sido renovado para una instalación deportiva del estado, con la actual capacidad de 30 000 espectadores. El evento de Cricket atrajo en 2007 a más de 100 millones de personas de todo el mundo.

### Puntos de interés

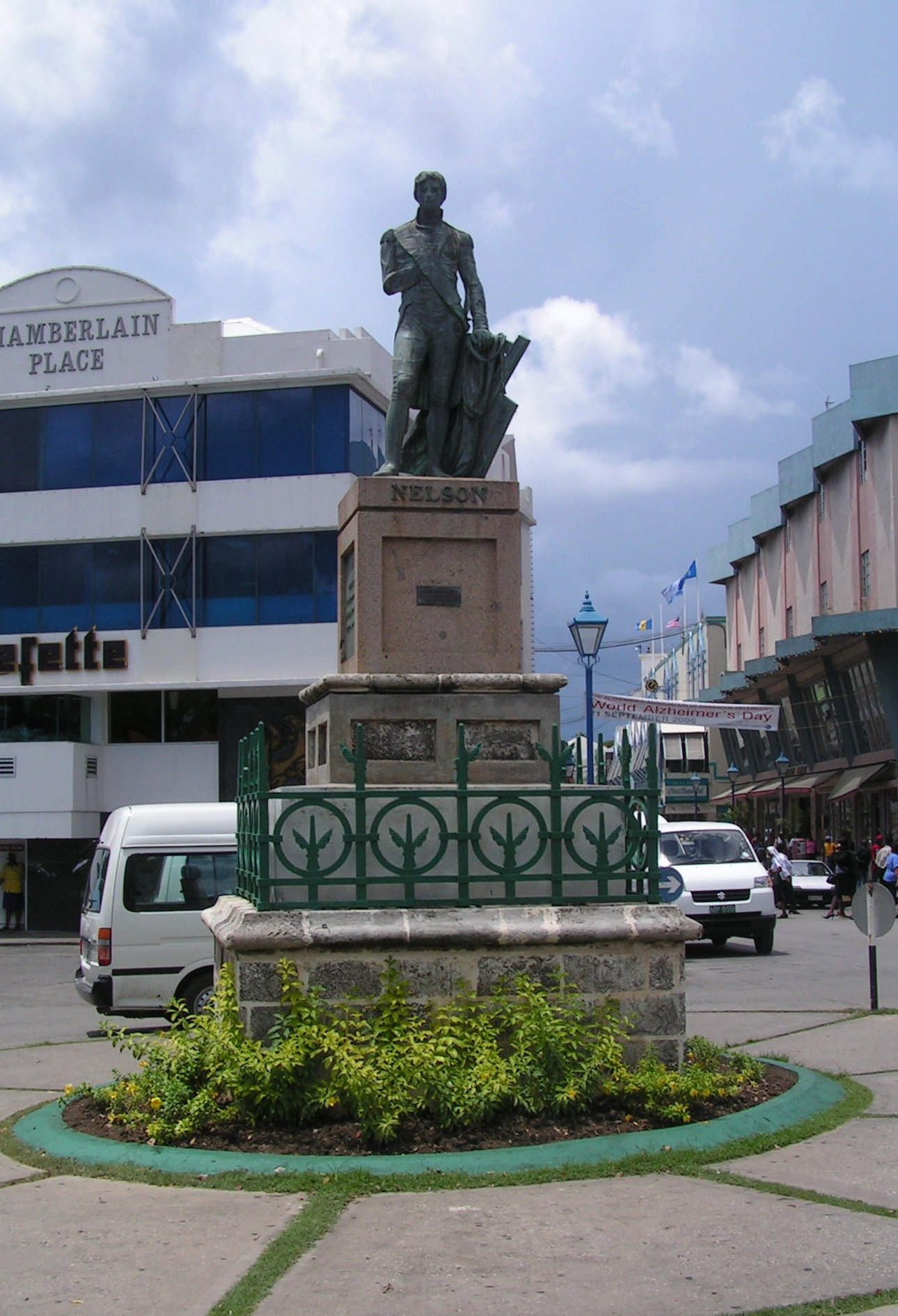
Estatua de Lord Horatio Nelson. La misma fue retirada en el año 2020 debido a sus connotaciones colonialistas, ya que se consideraba algo anacrónico y polémico en un país donde la mayoría de su población es afrodescendiente.

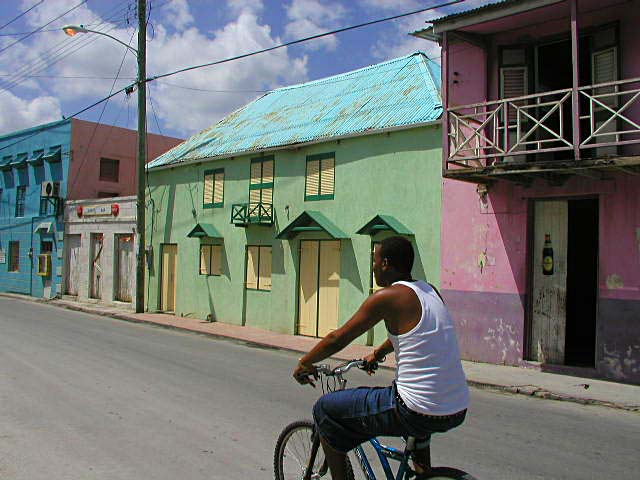
Una de las típicas calles coloridas de la ciudad.

- Plaza de los Héroes Nacionales (anteriormente Trafalgar Square) y la fuente del jardín[11]
- Edificio del Parlamento
- Estatua de Nelsón
- Plaza de la Independencia y el Arco de la Independencia
- La fuente Montefiore
- La Iglesia Catedral de San Miguel y Todos los Ángeles
- Iglesia Anglicana del St. Mary
- Catedral católica de St. Patrick
- La sinagoga judía
- El Pelican Village y Centro de artesanía
- Queens Park
- El Museo de Barbados
- Kensington Oval(sede de la Copa Mundial de Cricket 2007)
- Carlisle Bay Beach
- Mercado Cheapside
- El Complejo Financiero Tom Adams
- El Frank Collymore Salón de las Artes Escénicas
- La Plaza de la Catedral
- La Cueva Pastor Department Store (No.10 Broad Street)
- El edificio de Mutua (Calle Ancha Menor)
- Los jardines Cheapside
- Plaza Sagicor
- La Garrison Savannah y Área Histórico Nacional (incluyendo el Fuerte de Santa Ana)
- Hotel Hilton
- Martineau Casa
- Complejo de desarrollo Pierhead
- Casa natal de Rihanna

### Personalidades
- Jackie Opel (1938 - 1970 Bridgetown), cantante de ska, rocksteady y spouge.
- Grandmaster Flash (1958 Bridgetown), músico y discjockey.
- Malcolm Marshall (1958 - 1999 Bridgetown), jugador de críquet internacional.
- Jon Nurse (1981 Bridgetown), jugador de fútbol.
- Robyn Kharel (1984 Bridgetown), cantante y compositor.
- Ryan Brathwaite (1988 Bridgetown), atleta que fue campeón del mundo en los 110 metros con vallas en 2009.
- Kamau Brathwaite (1930 Bridgetown), escritor e historiador, considerado como una de las principales figuras de la literatura caribeña en inglés.
- Rihanna (1988, Bridgetown), cantante.

## Economía
Bridgetown es una ciudad totalmente moderna y próspera, con acceso a muchos servicios modernos, incluyendo un suministro de agua por tubería, electricidad, suministro de gas natural, telecomunicaciones de última generación, servicios inalámbricos, internet, y una buena infraestructura en general. La ciudad también tiene una sala de conferencias impresionante conocida como el Centro de conferencias Sherbourne.
Las principales exportaciones de Barbados son el azúcar, ron y melaza. La isla también está involucrado en otras industrias como el turismo y el sector offshore.

### Bancos y bolsa de valores
Los principales bancos son:
- Barclays Bank
- Bank of Nova Scotia
- Barbados National Bank
- Canadian Imperial Bank of Commerce (CIBC)
- Banco RBTT
- Royal Bank of Canada (RBC)

La ciudad de Bridgetown también tiene una bolsa de valores bien regulada con valores de empresas del Caribe, Barbados y locales, es conocida como Barbados Stock Exchange (BSE).

### Informática
La informática empleó cerca de 1700 trabajadores en 1999 a nivel nacional, aproximadamente el mismo número que la industria azucarera. Por lo tanto la ciudad ha estado involucrada en la industria de procesadores de datos desde la década de 1980 y ahora se especializa en operaciones como la gestión de base de datos y reclamaciones de seguros. Los costos en Barbados son más altos que en el resto del Caribe (aunque todavía solo la mitad de los costos en los Estados Unidos), pero la isla ofrece grandes ventajas, como una gran fuerza de trabajo y la ubicación en la misma zona horaria que el este de los Estados Unidos, también el habla de inglés de la población altamente alfabetizada ha favorecido a ello.
| Barbados Light and Power Company Ltd. (BL&P) |
| National Petroleum Corporation               |
| Barbados Water Authority (BWA)               |
| LIME(Incumbent)                              |
| Cariaccess Communications                    |
| Digicel                                      |
| FreeMotion                                   |
| Sunbeach                                     |
| TeleBarbados                                 |
| WIISCOM                                      |
| CBC TV 8                                     |
| Multi-Choice TV (Barbados)                   |
| DirecTV                                      |
| Barbadian media                              |

## Transporte
Bridgetown pertenece a un país con afluente turístico y por lo tanto proporciona un transporte confiable y seguro para los nativos y visitantes. Su pavimentación bien desarrollada y sus principales vías que son el Aeropuerto Internacional Grantley Adams y el Puerto de Bridgetown conforman la infraestructura para el transporte en esta ciudad.

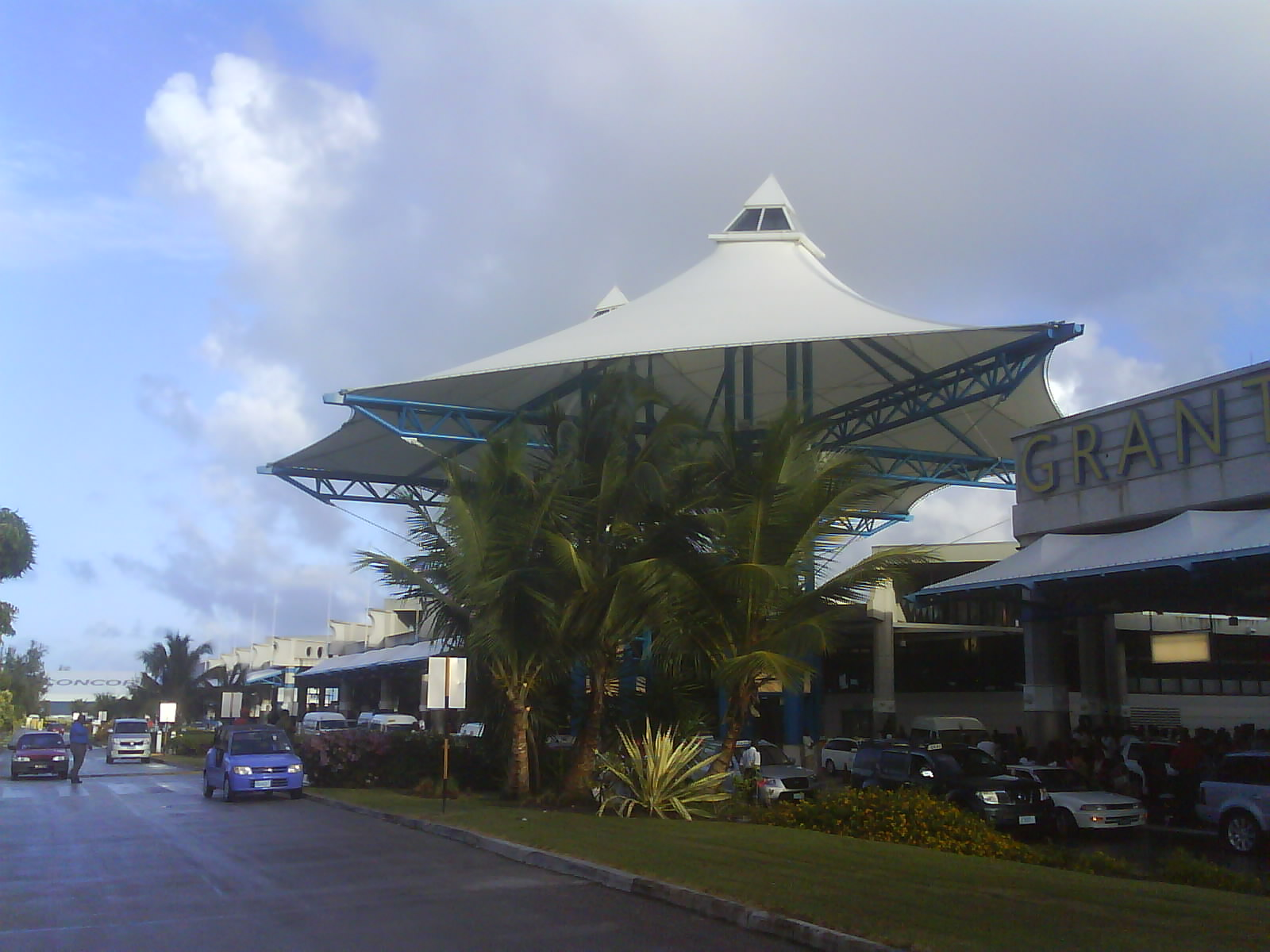
Entrada al Aeropuerto Internacional Grantley Adams.

### Taxis
El servicio de taxis, disponible para los nativos y los visitantes de la ciudad. Funcionan de manera similar a los de Estados Unidos, están regulados para el transporte a una velocidad predeterminada por el gobierno, para así asegurar la seguridad de los usuarios.

### Autobuses

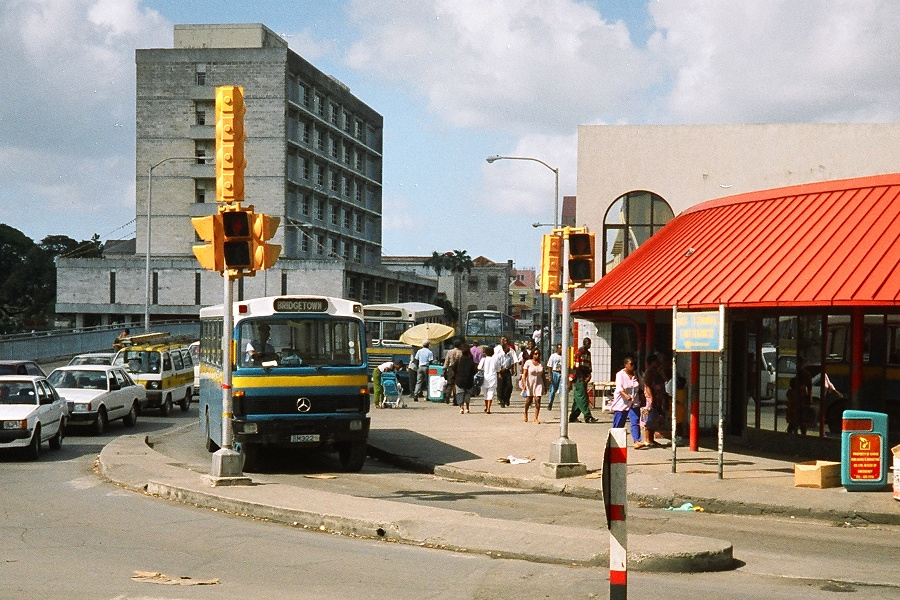
Autobús en Bridgetown, regulado por la Junta de transporte de Bridgetown.

Los servicios de autobús en Bridgetown también son un medio de transporte que están disponibles para todos, sin embargo, los nativos son el grupo predominante que utilizan los autobuses públicos. La Junta de transporte de Bridgetown es una organización gubernamental que es responsable del transporte en autobús en la ciudad. La junta comenzó como una organización el 24 de agosto de 1955 y ha operado desde entonces. Hay dos tipos de autobuses, autobuses grandes y azules, y los autobuses amarillos. Los autobuses azules generalmente más grandes, están regulados por el gobierno nacional y opera a través de la Oficina de transportes de Barbados y cobran la misma tarifa que los demás servicios (2,00 $ BDS). Los adultos tienen que pagar esta cuota, pero el autobús es gratuito para todos los niños con uniformes escolares, los estudiantes con identificación escolar y las personas de la tercera edad. A diferencia de otros medios de transporte, los autobuses públicos del gobierno se ejecutan con un sistema en el que son incapaces de dar cambio.

### Ferrocarril
La propuesta de incluir a los trenes en el sistema de la isla fue propuesto por primera vez en 1845 por el Reino Unido. No fue sino hasta finales del siglo XIX que comenzó la construcción del nuevo ferrocarril para el país y la ciudad ya independientes, con el fin de transportar la caña de azúcar a través de la isla con el puerto de Bridgetown. Desde el siglo XX, el sistema ferroviario llevó a los productos de las fábricas de la ciudad y también a los pasajeros dirigidos hacia la misma.
En 2010, una evaluación publicada por la Economist Intelligence Unit (EIU) del Reino Unido, clasificó a los ferrocarriles en Barbados como los 6º mejores en el mundo, y en el primer lugar del Hemisferio occidental por la densidad de la red vial.

### Puerto
Los principales puertos de la isla residen en Bridgetown y están regulados por la Autoridad portuaria de Barbados. Son muchos los cruceros que atracan en el puerto y en los alrededores de la región.
El barco Goleta que una vez funcionó entre Speightstown y Bridgetown ha tenido varias vetos por parte del gobierno por su impacto medioambiental, pero en la actualidad se ha podido instaurar de nuevo con cantidad de regulaciones.

## Ciudades hermanadas
- - Bridgetown
- - Hackney
- - Wilmington
- - Barcelona